# Joanna Majdan (judoczka)
Joanna Majdan (ur. 27 lipca 1964 w Gdańsku) – polska zawodniczka judo, pierwsza Polka, która zdobyła medal mistrzostw świata seniorów w judo, medalistka mistrzostw Europy, wielokrotna mistrzyni Polski.

## Kariera sportowa
Była zawodniczką AZS AWF Gdańsk. Treningi rozpoczęła w 1979, jej trenerem został Andrzej Witkowicz, od 1987 Marek Adam. Początkowo startowała w kategorii 48 kg, w 1980 zdobyła swój pierwszy (srebrny) medal na mistrzostwach Polski, wynik ten powtórzyła na mistrzostwach Polski w 1981. W latach 1982–1989 zdobyła osiem tytułów mistrzyni Polski z rzędu, w latach 1982 i 1983 w kategorii 48 kg, następnie 52 kg, w 1990 została w tej samej kategorii wicemistrzynią Polski.
W 1982 debiutowała na mistrzostwach świata (był to także debiut reprezentacji Polski na zawodach tej rangi), zajmując 5. miejsce w kategorii 48 kg. W 1984 sięgnęła po swój największy sukces, zdobywając brązowy medal mistrzostw świata w kategorii 52 kg. Na mistrzostwach świata w 1986 zajęła 5. miejsce w tej samej kategorii. W 1986 została również wicemistrzynią Europy, a w 1988 i 1989 zdobyła brązowe medale ME, w 1987 i 1990 zajęła 5 miejsce (wszystkie starty w kategorii 52 kg).
Po urodzeniu w 1991 córki powróciła do sportu. W 1992 i 1993 została brązową medalistką Polski (kolejno w kategoriach 52 kg i 48 kg), a w 1994 mistrzynią Polski w kategorii 48 kg. W 1994 została również brązową medalistką drużynowych mistrzostw Europy.
Po zakończeniu kariery zawodniczej w 1994, ukończyła studia w Akademii Wychowania Fizycznego i Sportu im. Jędrzeja Śniadeckiego w Gdańsku, pracowała w policji, była kierownikiem sekcji w GKS Wybrzeże Gdańsk. W 2012 została trenerką kadry narodowej juniorek i juniorek młodszych Polskiego Związku Judo, jej zawodniczkami były w reprezentacji m.in. Arleta Podolak (mistrzyni świata juniorek w 2013), Karolina Pieńkowska i Kamila Pasternak (zwyciężczyni Olimpijskiego Festiwalu Młodzieży Europy i wicemistrzyni Europy kadetek w 2013). W 2017 zastąpił ją na stanowisku trenera reprezentacji Jacek Kowalski. Następnie została trenerką w Gwardii Opole.
W 2014 Komisja Sportu Kobiet Polskiego Komitetu Olimpijskiego przyznała jej tytuł Trenerki Roku 2013. 